# Platyrrhini
Singes du Nouveau Monde
Cet article concerne un taxon de primates. Pour le genre de chauve-souris, voir Platyrrhinus. Pour le genre de raies, voir Platyrhina.
Micro-ordre
Familles de rang inférieur
- Cebidae
- Callitrichidae
- Atelidae
- Pitheciidae
- Aotidae

Les Platyrhiniens ou Platyrrhiniens (Platyrrhini) forment un clade de primates rassemblant les espèces qu'on a appelées historiquement « singes du Nouveau Monde ». Ce sont les singes des Amériques, présents du Mexique jusqu'au nord de l'Argentine. Ils présentent un certain nombre de caractéristiques et une histoire évolutive qui les différencient des « singes de l'Ancien Monde » (Catarrhini), qui évoluent quant à eux en Asie et en Afrique, et incluent l'espèce humaine.

## Étymologie et historique des termes
Le taxon « Platyrrhini » est formé à partir du grec ancien πλατύς / platús, « large », et ῥινός / rhinós, « nez ».

## Caractéristiques
Les singes du Nouveau Monde forment un groupe monophylétique distinct des singes de l’Ancien Monde. Mise à part leur répartition géographique séparée, ils possèdent certaines caractéristiques distinctes.

### Nez
La séparation taxonomique des singes en Platyrrhini (« nez large ») et Catarrhini (« nez bas ») provient des différences morphologiques de leurs appendice nasal. Chez les singes du Nouveau Monde, seule une scission latérale apparaît dans le cartilage nasal, mais cela ne conduit pas à une séparation en deux cartilages indépendants. Ces ailes cartilagineuses fendues s'ouvrent latéralement et entraînent ainsi une distance relativement plus grande entre les ouvertures nasales extérieures. Alors que parmi les singes de l'Ancien Monde, y compris les humains, les narines sont généralement serrées médialement, et s'ouvrent vers le bas (ou vers l'avant). Les ailes cartilagineuses qui soutiennent les côtés des narines sont séparées en deux.
La validité de cette classification en fonction du nez a été largement débattue et contestée, comme celle opposant Strepsirrhini et Haplorrhini. Néanmoins, contrairement à ces derniers termes, la distinction entre Platyrrhini et Catarrhini est restée d'actualité depuis sa création et les termes persistent.

### Autres caractéristiques
- Ils possèdent 36 dents et non 32 (sauf les ouistitis et les sagouins qui en ont aussi 32). Ils ont trois prémolaires sur chaque demi-mâchoire, contre deux chez les singes de l’Ancien Monde.
- Leur pouce est moins opposable et a parfois presque disparu, comme chez les atèles (les Colobinae africains présente la même convergence évolutive).
- Ils possèdent une longue queue parfois préhensile, portant chez certaines espèces des dermatoglyphes[2], alors que les singes de l’Ancien Monde ont une queue non préhensile et parfois pas de queue du tout.
- Ils sont tous arboricoles et d’un poids modeste (120 grammes à 12 kilogrammes).
- Ils présentent un polymorphisme de la vision en couleurs dû à une variation allélique sur la copie unique du gène du pigment visuel rouge/vert présent sur le chromosome X. Ils sont dichromatiques (mâles et femelles homozygotes) ou parfois trichromatiques (possibilité génétiquement réservée aux femelles hétérozygotes, à l’exception des hurleurs chez qui certains mâles présentent aussi un trichromatisme) alors que les singes de l’Ancien Monde sont tous trichromatiques (perception sur trois longueurs d’onde). Les callitrichidés ont quatre phénotypes de vision en couleur, on en rencontre jusqu’à six chez les atèles. Selon une théorie récente, le trichromatisme, qui permet de distinguer le rouge du vert, aurait été favorisé par la nécessité de détection des jeunes feuilles tendres (souvent rouges, et plus souvent rouges dans l’Ancien Monde que dans le Nouveau) et non celle des fruits (théorie classique). Toutefois, le trichromatisme, seul à doter de la capacité de différenciation rouge/vert, fournit une meilleure information quant au taux en sucre du fruit observé. Le signal de couleur jaune/bleu, le seul qui soit accessible aux dichromates, n’est pas pertinent pour l’estimation de la concentration en glucose. Le dichromatisme présente en revanche un avantage pour détecter les objets camouflés, donc un avantage sélectif pour détecter les aliments cachés et les prédateurs.
- Ils possèdent un organe de Jacobson fonctionnel, pas les singes de l’Ancien Monde. Leurs bulbes olfactifs sont toutefois trois fois moins développés que chez les lémuriens.
- Ils procèdent à des marquages sur des substrats par sécrétions glandulaires et par l’urine (les singes de l’Ancien Monde ont davantage investi dans la communication visuelle et vocale). Outre l'épouillage collectif (grooming) et réciproque, sorte de « toilettage social » qui est moins hygiénique que hiérarchique et amical, les singes du Nouveau Monde pratiquent un « toilettage olfactif » : ils imprègnent leur fourrure de leur propre urine. Ils s’en aspergent le corps puis se frottent vigoureusement, pour renforcer leur odeur corporelle qui est connue du seul groupe où ils évoluent.

Au point de vue génétique, la variation morphologique du chromosome Y est une caractéristique courante chez les singes du Nouveau Monde, pas chez ceux de l’Ancien Monde.
D’un point de vue écologique, les singes du Nouveau Monde, à tendance frugivore-insectivore, sont moins diversifiés que leurs homologues de l’Ancien Monde. De plus, il n'y a souvent qu'une seule espèce d’un genre donné qui occupe un site géographique, alors que chez les singes de l’Ancien Monde jusqu’à 6 espèces de Cercopithecus peuvent coexister en un même site en Afrique équatoriale.

## Histoire évolutive
Selon les analyses génétiques et les hypothèses d'horloge moléculaire, les Platyrhiniens se seraient séparés des Catarhiniens au moment de la « Grande Coupure », à la fin de l'Éocène. Une étude publiée en avril 2020 dans la revue Science annonce la découverte en Amazonie péruvienne de 4 dents fossiles appartenant à un nouveau genre de singes de la famille, aujourd'hui éteinte, des Parapithecidae, dont la lignée trouve son origine en Afrique du Nord et n'appartient pas aux Platyrrhiniens : Ucayalipithecus. Les chercheurs suggèrent que les ancêtres de ce taxon ont traversé l'Atlantique il y a environ 32 à 35 millions d'années, entre la fin de l'Éocène et le début de l'Oligocène.
On ne sait pas comment ils ont gagné l'Amérique depuis l'Afrique à travers l'Océan Atlantique, mais il est possible qu'un mégatsunami dû à la météorite de Chesapeake a arraché des côtes africaines des enchevêtrements d'arbres et de végétation suffisamment importants pour permettre la survie de groupes de singes durant la traversée,,,,.
Cette période de transition entre l'Éocène et l'Oligocène est marquée par une chute brutale des températures, entraînant la formation d'une calotte polaire en Antarctique ainsi qu'une baisse du niveau de la mer de l'ordre d'une cinquantaine de mètres. De plus, l'écart entre les continents africain et sud-américain était plus faible qu'aujourd'hui, estimé entre 1500 et 2000 kilomètres, contre environ 2900 kilomètres actuellement. Ces éléments ont pu contribuer à réduire le temps de la traversée et donc à augmenter les chances de survie du genre Ucayalipithecus aujourd'hui disparu et des Platyrhiniens.

### «Blanchisserie» évolutive
Selon une théorie proposée par le primatologue américain Philip Hershkovitz, les populations animales qui restent isolées pendant une période considérable tendent à avoir un pelage de plus en plus « délavé ». Le processus démarre avec une fourrure de type « agouti » (brune avec des séries grises) qui se transforme en brun rougeâtre uniforme avant d’évoluer vers le blanc intégral.
Le blanc est une caractéristique exceptionnelle chez les primates (et chez les autres mammifères), qu’on retrouve à Madagascar chez les propithèques. Il n’est pas sélectionné uniquement dans les milieux polaires (ours, renard, etc.) car cette couleur permet un excellent camouflage dans une canopée trouée à travers laquelle perce la lumière solaire. Dans ce type de forêt, les scientifiques ont toujours beaucoup de mal à remarquer et à suivre les singes blancs ou partiellement blancs, comme le ouistiti à jambes jaunes, le tamarin bicolore ou l’ouakari chauve.
Les troncs des arbres à feuilles caduques, de couleur pâle, sont nombreux dans l’aire de distribution du ouistiti à mains jaunes Mico chrysoleucus, si bien que ce primate pâle passe inaperçu lorsqu’il bondit de tronc en tronc, guidé par le gouvernail de sa magnifique queue touffue. De plus, à contre-jour, l’animal disparaît littéralement, se confondant avec la lumière crue du soleil.

## Description des principaux groupes
Bien que la taxonomie des singes du Nouveau Monde soit en évolution constante, la séparation en huit groupes (familles ou sous-familles) est consensuelle chez la plupart des auteurs,. Les principales controverses s'articulent plutôt autour des liens de parenté entre ces huit groupes.

### Ouistitis et tamarins

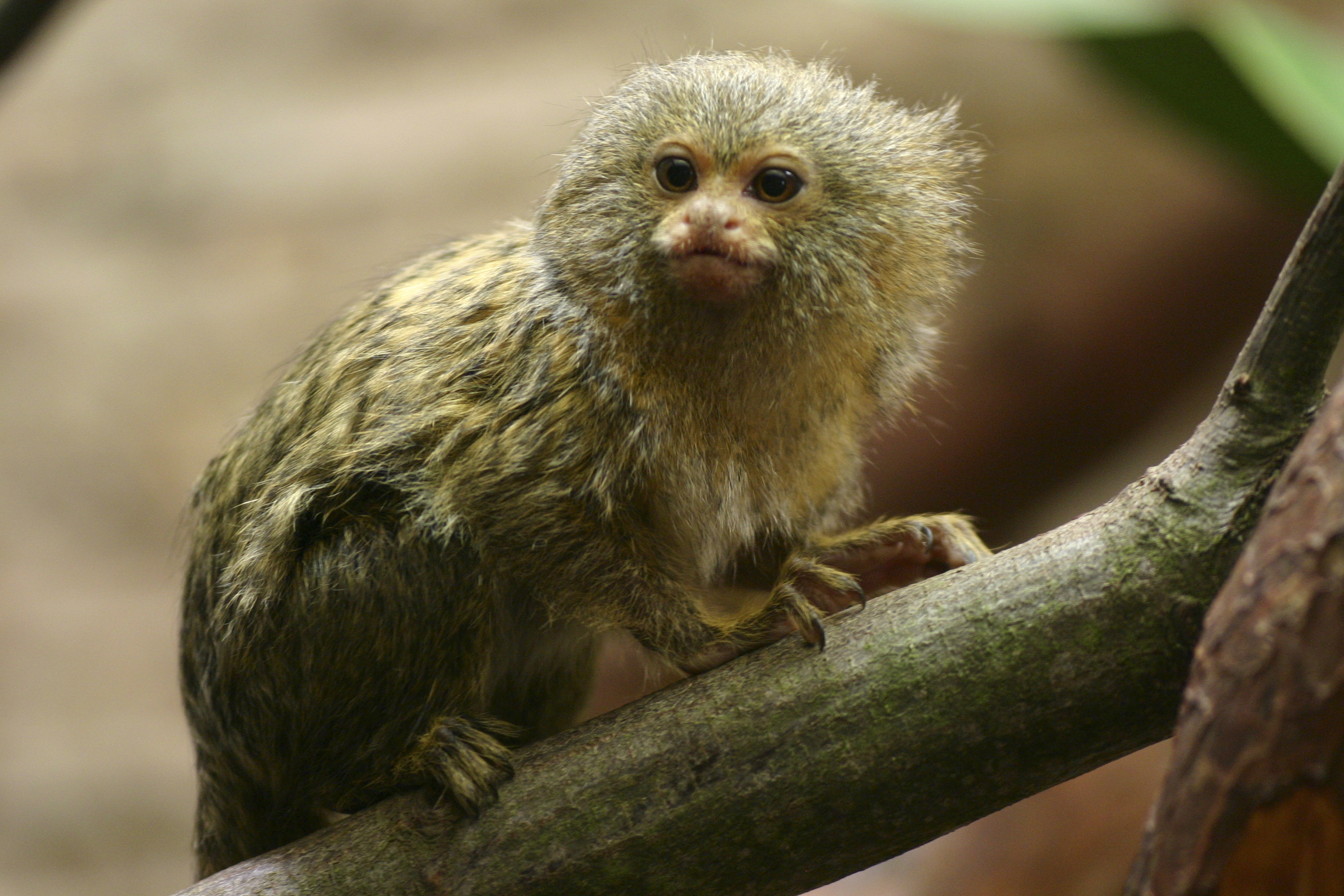
Ouistiti pygmée (Cebuella pygmaea), le plus petit des singes.

Les callitrichidés (selon les auteurs, sous-famille des Callitrichinae ou famille des Callitrichidae) comprennent les plus petits singes de la planète (poids moyen entre 125 et 800 g). Ils ont des griffes plutôt que des ongles sur les doigts (sauf sur l'hallux), et deux prémolaires dans chaque quadrant de la mâchoire, à la différence des autres Platyrhiniens qui en ont trois. Leur reproduction est également remarquable, car les femelles donnent naissance à des jumeaux dans la plupart des cas. Ils sont principalement insectivores et frugivores, certains se spécialisant dans la consommation de gommes végétales et même incluent des champignons dans leur régime alimentaire.
Les ouistitis regroupent les plus petits membres de la famille et évoluent principalement au Brésil dans la forêt amazonienne et la forêt atlantique. Ils formaient jusqu'à récemment un genre unique (Callithrix), mais certains auteurs ont proposé de le découper en créant de nouveaux genres (Mico, Calibella, Cebuella). Ils se caractérisent par une dentition spécialisée (incisives inférieures allongées) qui leur permet de percer des trous dans les arbres et les lianes pour provoquer l'écoulement des gommes.
Les tamarins (genre Saguinus) comprennent de nombreuses espèces réparties entre l'Amérique centrale et le bassin amazonien. Ils sont en moyenne plus grands que les ouistitis. Leur dentition est également plus classique, ce qui les rend plus frugivores que leurs cousins. Les espèces évoluant dans la forêt sèche d'Amérique centrale forment un sous-groupe appelés pinchés. Les tamarins-lions (genre Leontopithecus) sont les membres les plus grands du groupe. Ils sont endémiques de la forêt atlantique du Brésil et constituent un porte-drapeau important de la réussite des efforts de conservation, alors qu'ils étaient au seuil de l'extinction dans les années 1970. Enfin, le tamarin de Goeldi (unique représentant du genre Callimico) est une espèce à part qui ne partage pas les caractéristiques distinctives des callitrichinés: mâchoire de 36 dents et absence de naissance gémellaire. Pour ces raisons, on a longtemps cru qu'il était ancestral et a même été classé parfois dans une famille séparée (Callimiconidae).

### Sapajous

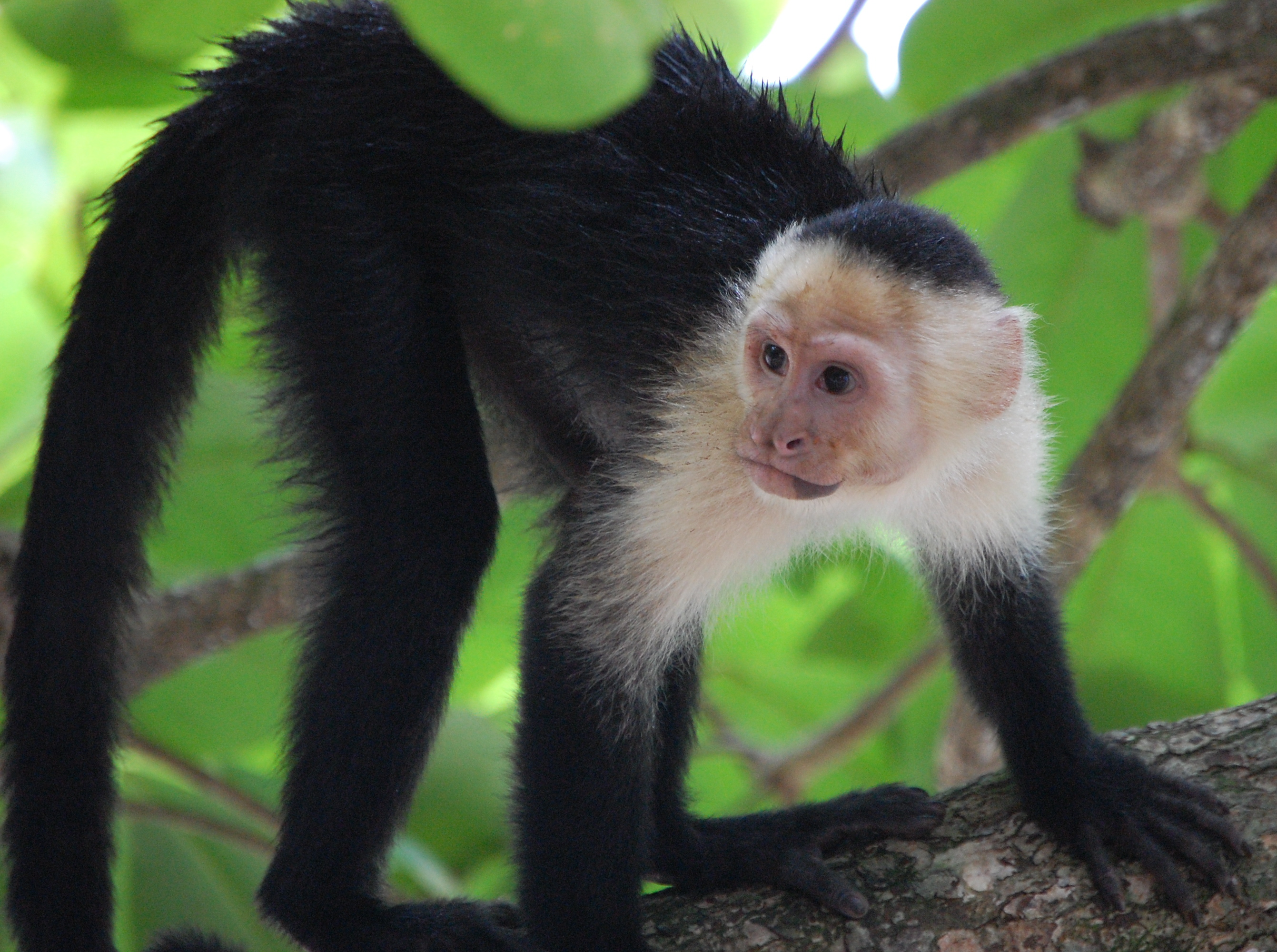
Le capucin (Cebus capucinus) est l'espèce type de ce groupe.

Les sapajous (sous-famille des Cebinae) ne comprenaient initialement qu'un seul genre (Cebus). Certaines études phylogénétiques poussent cependant a séparer une partie des espèces pour constituer un genre distinct (Sapajus). Ce sont des primates de taille moyenne (entre 2 et 5 kg). Ils sont les plus omnivores des Platyrhiniens, se nourrissant d'une grande variété de plantes, d'invertébrés et de petits vertébrés. Tous sont diurnes et principalement arboricoles, bien qu'ils descendent au sol plus que tout autre singe du Nouveau Monde. Ils sont également dotés de queues préhensiles, mais n'ont pas le coussin de peau que l'on trouve chez les Atelidae. Les sapajous sont omniprésents en Amérique centrale et du Sud sur environ 12 millions de km2, depuis le Belize jusqu’au nord de l’Argentine et de la Bolivie. Ils sont considérés comme les plus intelligents des singes du Nouveau Monde et certaines espèces possèdent une technologie complexe d'utilisation des outils qu'on ne retrouve sinon que chez les grands singes.

### Singes-écureuils

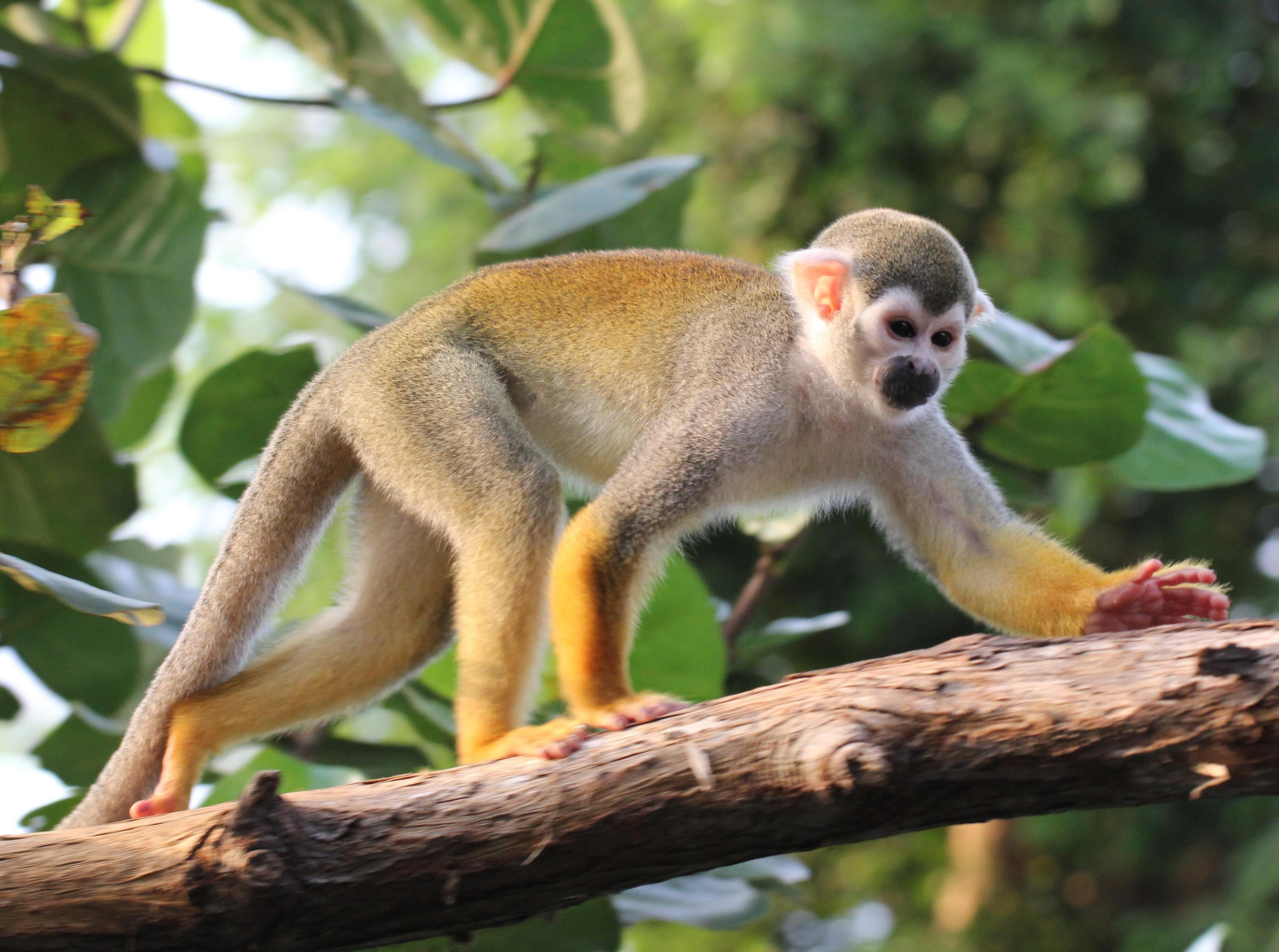
L'espèce Saimiri sciureus.

Les singes-écureuils forment l'unique genre (Saimiri) de la sous-famille des Saimiriinae. Ce sont de petits singes, à peine plus grands que les ouistitis (entre 0,5 et 1,4 kg en moyenne). Ils sont principalement insectivores et vivent en groupes très importants, comptant jusqu'à plusieurs centaines d'individus. Ils évoluent de l'Amazonie jusqu'au centre de la Colombie, ainsi qu'au Costa Rica et au Panama.

### Douroucoulis

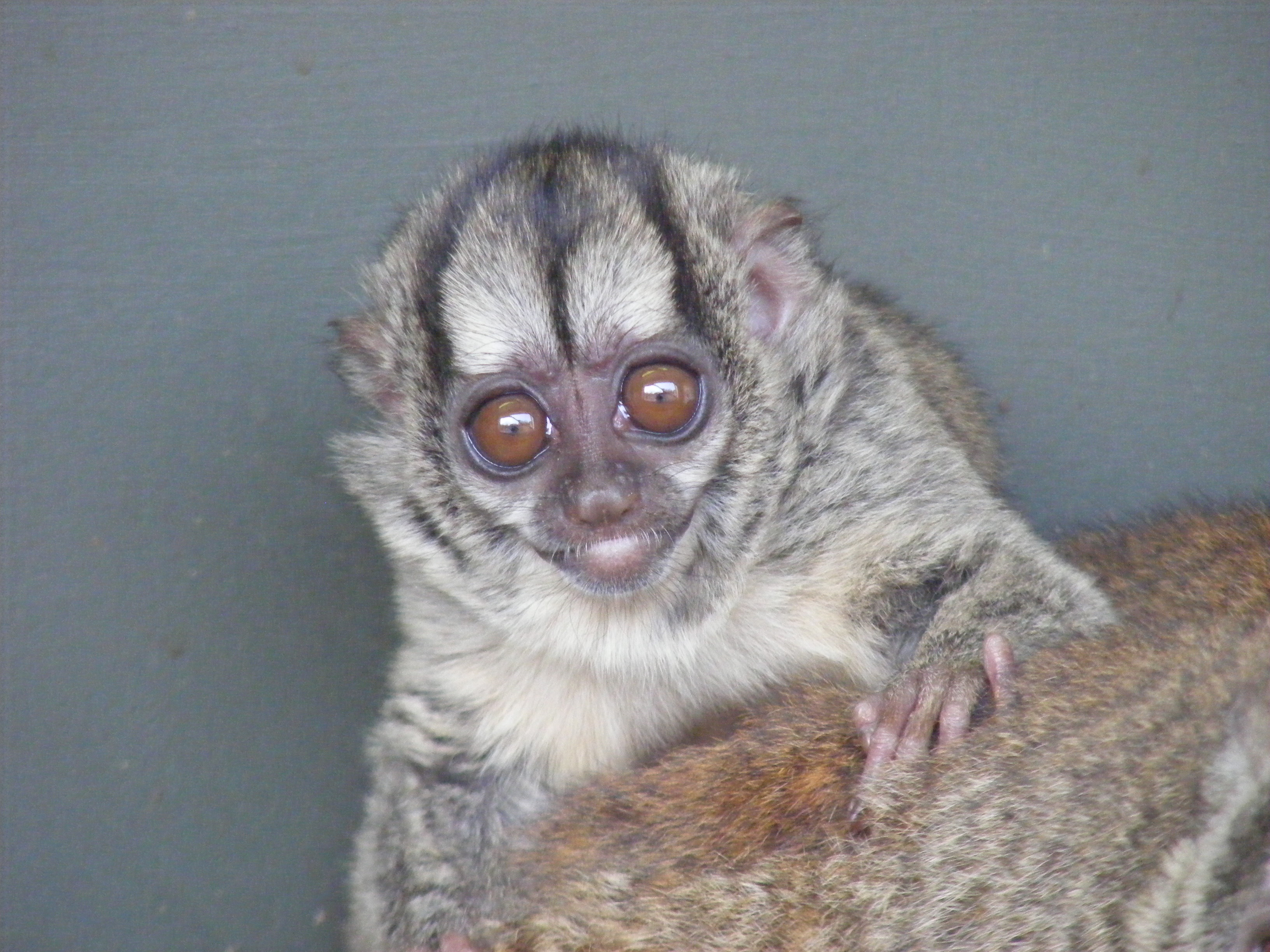
Douroucouli aux pattes grises (Aotus griseimembra).

La famille des Aotidae (ou sous-famille des Aotinae) est également monotypique (un seul genre, Aotus). Elle rassemble les douroucoulis, uniques singes nocturnes du Nouveau Monde. Leur taille varie entre 0,60 et 1,45 kg. Leur aire de répartition s'étend sur une grande partie de l’Amazonie (mais pas dans les Guyanes)  jusqu’au Panama, au nord, et au Paraguay, au sud.

### Sakis et ouakaris

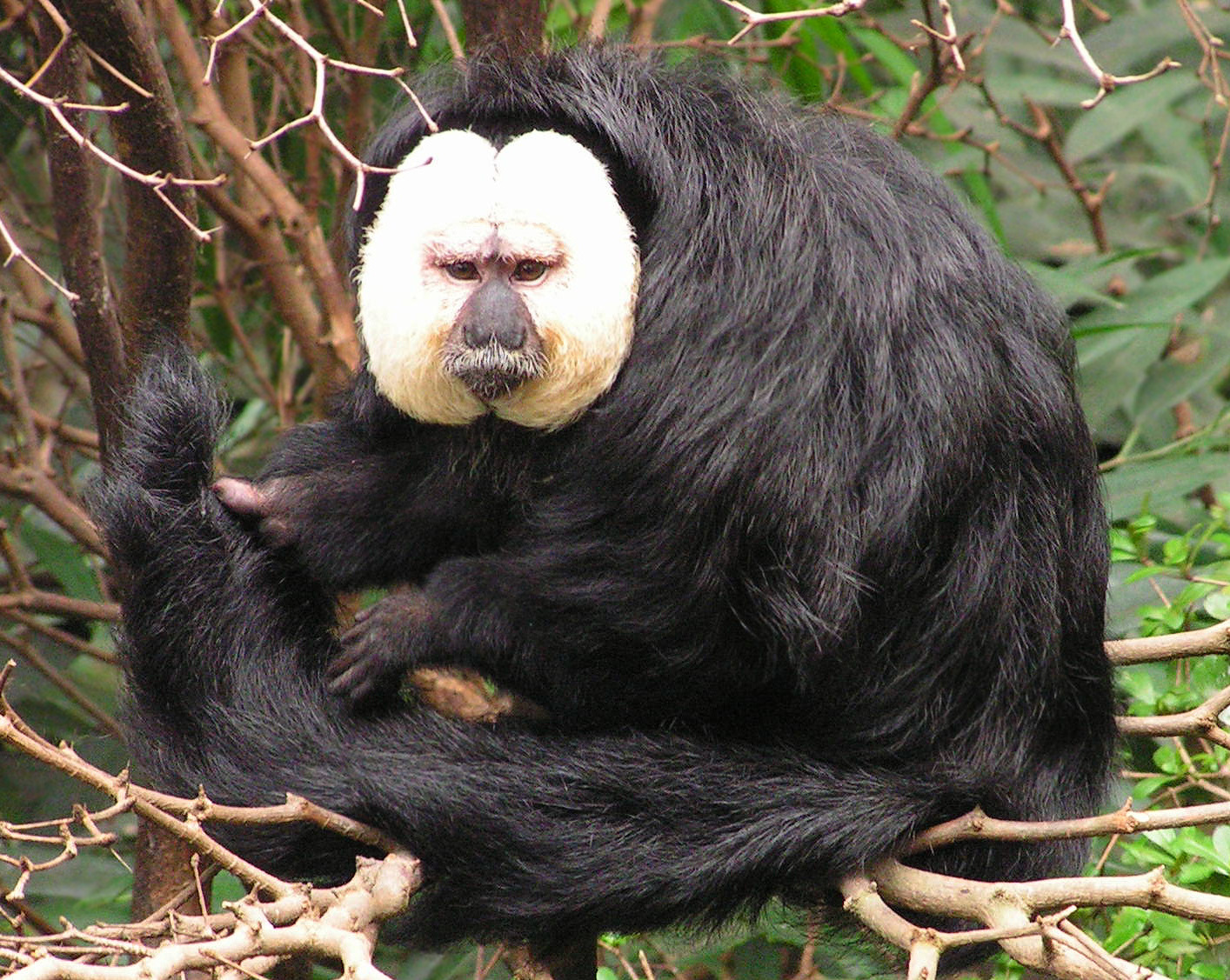
Saki à face pâle (Pithecia pithecia).

La sous-famille des Pitheciinae regroupent les sakis (genres Pithecia et Chiropotes) et les ouakaris (genre Cacajao). Ce sont des singes de taille moyenne (entre 1,4 et 4,5 kg) exclusivement amazoniens. Ils sont généralement omnivores, la majeure partie de leur alimentation étant composée de fruits et d'insectes. Ils sont dotés de canines en forme de coin qui leur permettent de percer l'écorce des noix et des fruits non mûrs. Les ouakaris sont les seuls singes du Nouveau Monde à queue courte.

### Titis

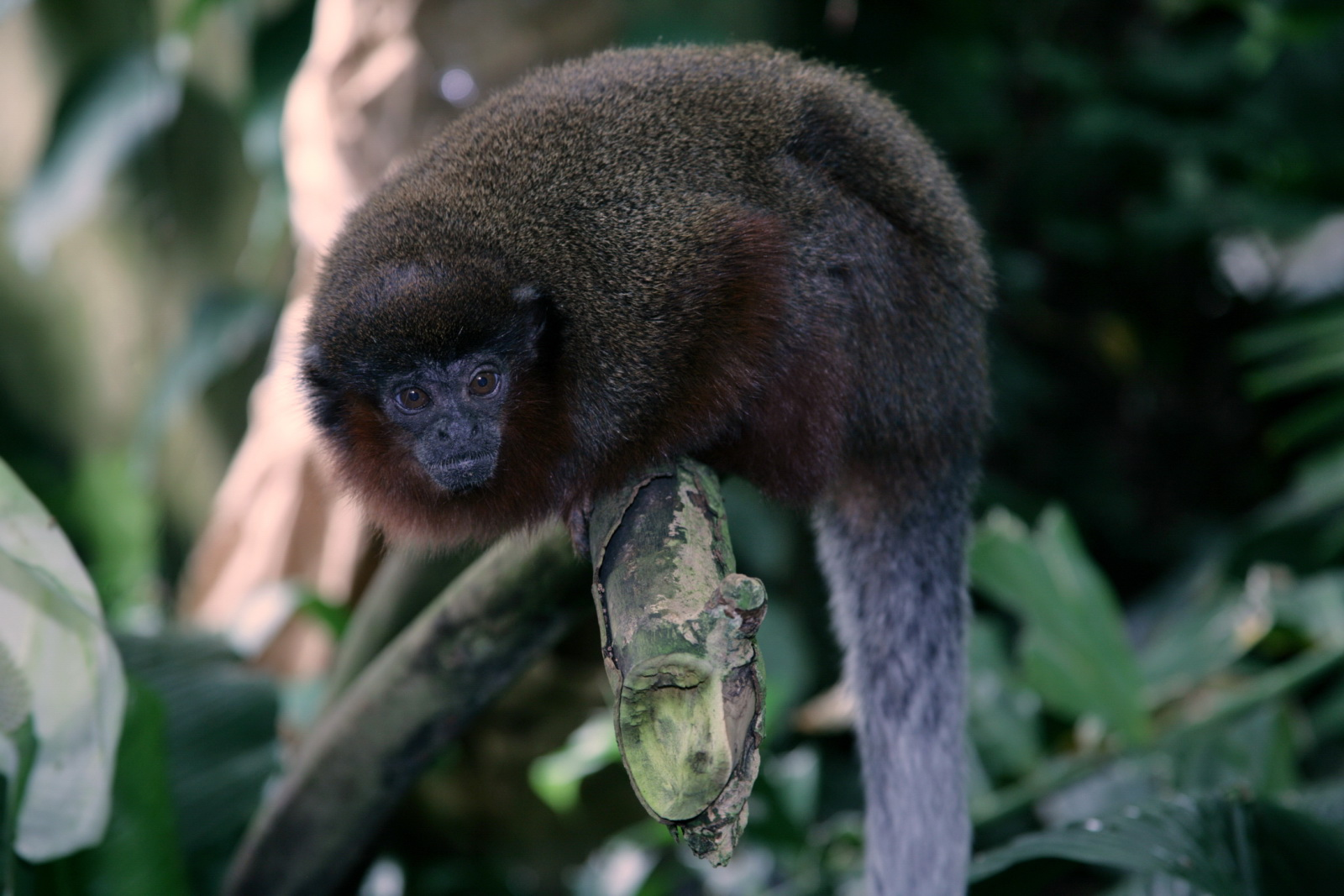
Titi brun (Callicebus brunneus).

La sous-famille des Callicebinae ne contenait initialement qu'un seul genre (Callicebus), mais le nombre important de nouvelles espèces découvertes durant ces dernières décennies poussent certains auteurs à considérer la création de deux nouveaux genres (Plecturocebus et Cheracebus). Les Titis sont relativement petits (poids moyen entre 0,8 et 1,7 kg). Ils sont diurnes et arboricoles et vivent en petits groupes familiaux composés d'un seul couple d'adultes.

### Singes-araignées et singes laineux

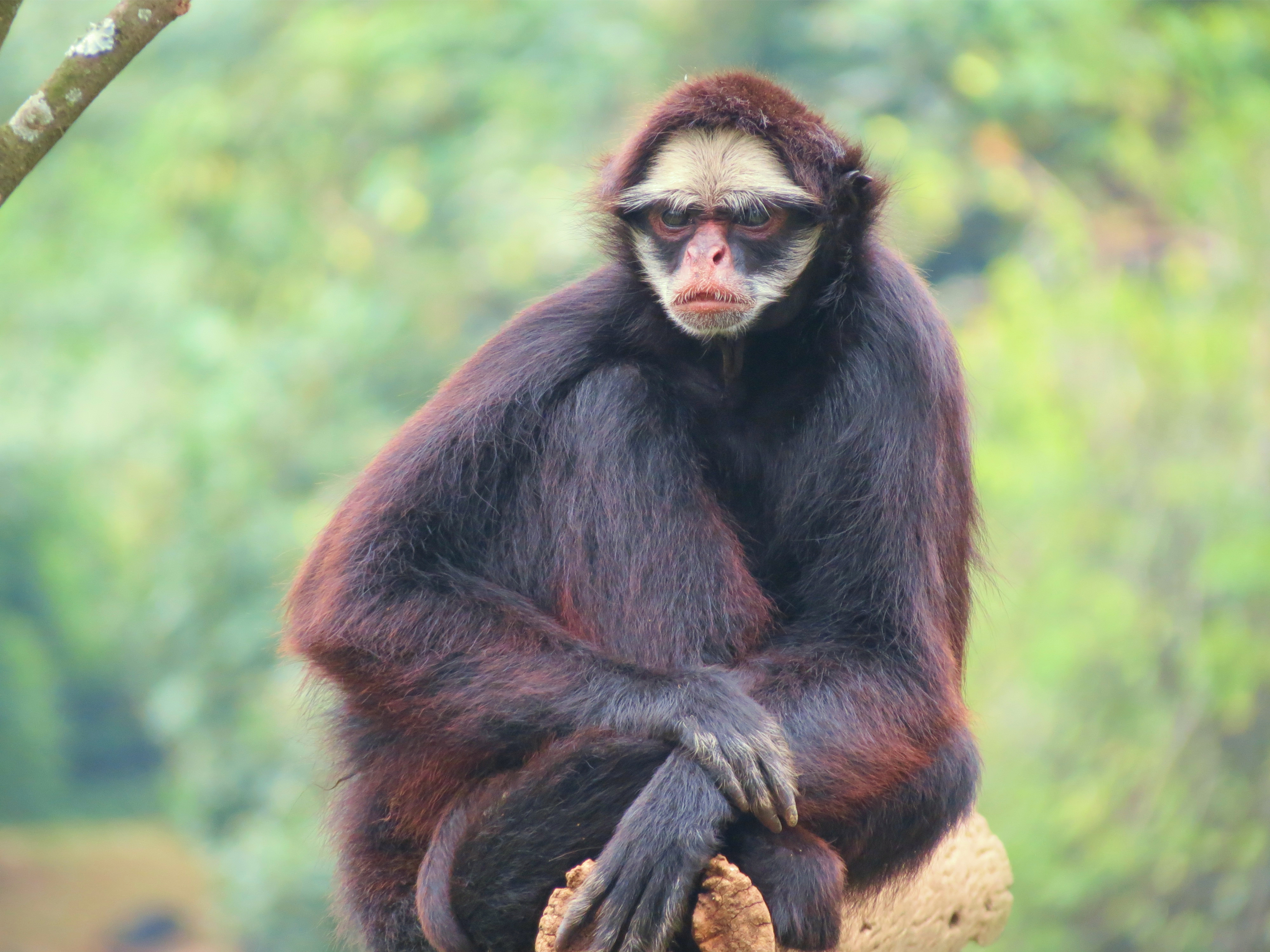
Singe-araignée aux joues blanches (Ateles marginatus).

La sous-famille des Atelinae comprend les plus grands singes du Néotropique : leur poids moyen varie entre 4 et 10 kg, jusqu'à 15 kg pour certains brachytèles. Tous les membres de ce groupe ont une queue préhensile munie d'un coussinet de peau palmaire sur la face ventrale de la pointe, et ils se déplacent dans les arbres à quatre pattes et par brachiation, comme les gibbons.
Les singes-araignées (genre Ateles) sont ainsi nommés en raison de leurs très longs membres. Ils évoluent dans la majeure partie de l’Amazonie, dans les forêts de la côte pacifique de l’Équateur et de la Colombie, ainsi que sur l’ensemble de l’Amérique centrale jusqu’à l’état mexicain de Tamaulipas. Il s'agit de la distribution la plus septentrionale des singes en Amérique. Les singes-araignées sont les plus frugivores des singes du Nouveau Monde. Le genre n'a pas fait l'objet d'une révision taxonomique approfondie depuis 1944 et il y a presque certainement de nouvelles espèces à décrire.
Les singes laineux (genre Lagothrix) ont les pouces et les bras plus courts et leur pelage est une toison douce et laineuse. Ils occupent l'Ouest de l'Amazonie, mais ont disparu de nombreuses forêts en raison de la chasse dont ils font l'objet pour leur viande et pour alimenter le marché des animaux de compagnie. Spécialement menacé, le singe laineux à queue jaune occupe une aire de distribution extrêmement réduite dans le nord des Andes péruviennes. Ses caractéristiques particulières ont conduit certains auteurs à le classer dans un genre distinct (Oreonax), mais cette démarche ne fait pas consensus.
Enfin, les singes-araignées laineux (genre Brachyteles), ou muriquis, partagent les caractéristiques des deux autres groupes. Ils sont endémiques de la forêt atlantique du Brésil, dont ils constituent une espèce porte-drapeau importante.

### Hurleurs

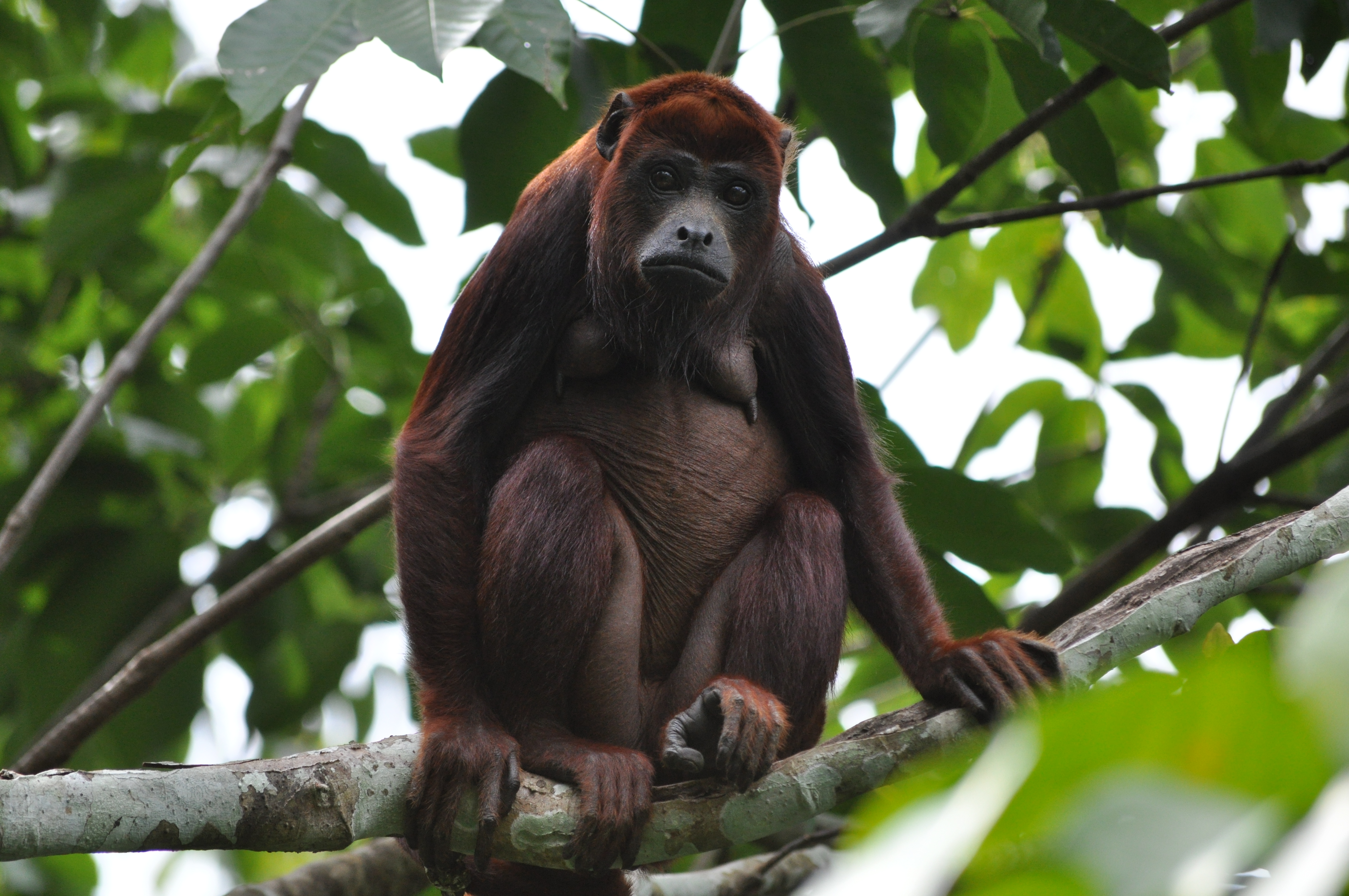
Hurleur roux (Alouatta seniculus).

## Classification

### Au sein des singes
Phylogénie des familles de singes, d'après Perelman et al. (2011) et Springer et al. (2012) :
| Cercopithecoidea | Cercopithecidae (Babouin, Macaque, Colobe…)                                                                   |
|                  | Cercopithecidae (Babouin, Macaque, Colobe…)                                                                   |
| Hominoidea       | \| \| Hylobatidae (Gibbon) \| \| \| \| \| \| Hominidae (Orang-outan, Gorille, Chimpanzé et Homme) \| \| \| \| |
|                  | \| \| Hylobatidae (Gibbon) \| \| \| \| \| \| Hominidae (Orang-outan, Gorille, Chimpanzé et Homme) \| \| \| \| |
|                  | Hylobatidae (Gibbon)                                                                                          |
|                  | |
|                  | Hominidae (Orang-outan, Gorille, Chimpanzé et Homme)                                                          |
|                  | |

|  | Hylobatidae (Gibbon)                                 |
|  |                                                      |
|  | Hominidae (Orang-outan, Gorille, Chimpanzé et Homme) |
|  |                                                      |

|  | Cebidae (Sapajou, Singes-écureuil, Ouistiti, Tamarin…)                                                  |
|  | |
|  | \| \| Pitheciidae (Saki, Ouakari, Titi…) \| \| \| \| \| \| Atelidae (Atèle, Singe-hurleur…) \| \| \| \| |
|  | |
|  | Pitheciidae (Saki, Ouakari, Titi…)                                                                      |
|  | |
|  | Atelidae (Atèle, Singe-hurleur…)                                                                        |
|  | |

|  | Pitheciidae (Saki, Ouakari, Titi…) |
|  |                                    |
|  | Atelidae (Atèle, Singe-hurleur…)   |
|  |                                    |

| Cercopithecoidea | Cercopithecidae (Babouin, Macaque, Colobe…)                                                                   |
|                  | Cercopithecidae (Babouin, Macaque, Colobe…)                                                                   |
| Hominoidea       | \| \| Hylobatidae (Gibbon) \| \| \| \| \| \| Hominidae (Orang-outan, Gorille, Chimpanzé et Homme) \| \| \| \| |
|                  | \| \| Hylobatidae (Gibbon) \| \| \| \| \| \| Hominidae (Orang-outan, Gorille, Chimpanzé et Homme) \| \| \| \| |
|                  | Hylobatidae (Gibbon)                                                                                          |
|                  | |
|                  | Hominidae (Orang-outan, Gorille, Chimpanzé et Homme)                                                          |
|                  | |

|  | Hylobatidae (Gibbon)                                 |
|  |                                                      |
|  | Hominidae (Orang-outan, Gorille, Chimpanzé et Homme) |
|  |                                                      |

|  | Cebidae (Sapajou, Singes-écureuil, Ouistiti, Tamarin…)                                                  |
|  | |
|  | \| \| Pitheciidae (Saki, Ouakari, Titi…) \| \| \| \| \| \| Atelidae (Atèle, Singe-hurleur…) \| \| \| \| |
|  | |
|  | Pitheciidae (Saki, Ouakari, Titi…)                                                                      |
|  | |
|  | Atelidae (Atèle, Singe-hurleur…)                                                                        |
|  | |

|  | Pitheciidae (Saki, Ouakari, Titi…) |
|  |                                    |
|  | Atelidae (Atèle, Singe-hurleur…)   |
|  |                                    |

### Systématique interne
Dès son origine, la classification des singes du Nouveau Monde s'articule autour de deux groupes bien distincts : d'un côté, les petits singes aux doigts munis de griffes plutôt que d'ongles et dépourvues de queue préhensile que sont les ouistitis et les tamarins, et de l'autre toutes les autres espèces. Cette distinction remonte à Buffon qui distinguait, au XVIIIe siècle déjà, les « sagoins » des « sapajous » en se basant sur la morphologie respective de leurs queues. Au fur et à mesure des découvertes, la taxonomie s'étoffe sans jamais s'écarter de cette division primordiale et finit par se formaliser autour d'un système à deux familles : « callitrichidés (Callitrichidae) » pour les ousititis et les tamarins, et « cébidés (Cebidae) » pour les sapajous et toutes les autres espèces. Cette distinction est corroborée par des caractéristiques morphologiques jugées déterminante, comme une formule dentaire distincte (les ousititis et les tamarins ont une prémolaire en moins, ce qui les rapproche des singes de l'Ancien Monde).
La taxonomie interne des plathyrrhiniens est profondément marquée par les travaux du mammalogiste américain Philip Hershkovitz dans les années 1970-1980. Il revoit en détail la systématique de la plupart des genres et définit sept sous-familles au sein des Cebidae qui sont conservées intactes dans la plupart des classifications ultérieures. La diversité et l'ampleur de ses travaux fait qu'aujourdhui encore, il y a plus d'espèces et de sous-espèces de primates décrites dans le Néotropique, qu'en Asie, en Afrique ou à Madagascar.
Malgré ces avancées, Hershkovitz garde intacte la séparation classique entre callitrichidés et cébidés. Il propose néanmoins l'ajout d'une troisième famille, Callimiconidae, pour classer le Tamarin de Goeldi (genre Callimico). Ce primate présente en effet des similitudes morphologiques avec chacune des deux autres familles : petite taille et griffes comme les callitrichidés, mais dentition pareille aux cébidés.
| Selon Hershkovitz (1977) | Selon Groves (2005) | Selon Rylands & Mittermeier (2009) |
| --- | --- | --- |
| - Famille Cebidae - Sous-famille Alouattinae - Sous-famille Atelinae - Sous-famille Aotinae - Sous-famille Pitheciinae - Sous-famille Callicebinae - Sous-famille Cebinae - Sous-famille Saimiriinae - Famille Callitrichidae - Famille Callimiconidae | - Famille Atelidae - Sous-famille Alouattinae - Sous-famille Atelinae - Famille Aotidae - Famille Pitheciidae - Sous-famille Pitheciinae - Sous-famille Callicebinae - Famille Cebidae - Sous-famille Cebinae - Sous-famille Saimiriinae - Sous-famille Callitrichinae | - Famille Atelidae - Sous-famille Alouattinae - Sous-famille Atelinae - Famille Aotidae - Famille Pitheciidae - Sous-famille Pitheciinae - Sous-famille Callicebinae - Famille Cebidae - Sous-famille Cebinae - Sous-famille Saimiriinae - Famille Callitrichidae |

Mais au début des années 1980, Adolf Rosenberger est le premier à briser la tradition et à proposer une révision des Platyrhiniens basée à la fois sur les affinités morphologiques et les relations phylogénétiques. Il démontre que les sapajous (Cebus) et les saïmiris (Saimiri) sont en réalité plus proches des callitrichidés que des autres groupes, ce qui signifie que la famille des cébidés n'est pas monophylétique. Il montre également l'affiliation des titis (Callicebinae) avec les sakis et les ouakaris (pitheciinae). Ses propositions sont ensuite soutenues par différentes études phylogénétiques et jettent les bases de la division actuelle en familles et sous-familles.
En 2000, un atelier baptisé « Taxonomie des primates pour le nouveau millénaire » est organisé par le Groupe de spécialistes des primates de la Commission de la sauvegarde des espèces de l'Union internationale pour la conservation de la nature (UICN) à Orlando (Floride). Il fixe le nombre de familles à cinq : Callitrichidae, Cebidae, Aotidae, Pitheciidae et Atelidae, et décrit 110 espèces regroupant 205 taxons (espèces et sous-espèces). Alternativement, le primatologue australien Colin Groves publie en 2001 une taxonomie révisée des primates. Il opte pour un arrangement en quatre familles, en plaçant les callitrichidés comme une sous-famille des cébidés, et décrit également 110 espèces (mais seulement 177 taxons). Groves propose également de changer les noms de certains taxons en vertu du principe d'antériorité :
- Hapalinae plutôt que Callitrichinae ;
- Chrysotrichinae plutôt que Saimiriinae ;
- Nyctipithecidae plutôt que Aotidae ;
- Mycetinae plutôt que Alouattinae ;

Bien qu'en accord avec le Code international de nomenclature zoologique, ces changements ne sont pas retenus, et la taxonomie adaptée par Groves en 2005 pour l'ouvrage Mammal Species of the World reprend les noms consacrés par l'usage. Cette division des singes du Nouveau Monde en quatre ou cinq familles (selon la place accordée aux callitrichidés) est restée relativement stable durant les deux premières décennies du XXIe siècle, la recherche s'étant plutôt tournée vers la répartition entre genres, espèces et sous-espèces.
En effet, les données morphologiques et génétiques concordent pour désigner quatre clades bien distincts, qui ont évolué à partir d'un ancêtre commun pour occuper les différentes niches écologiques offertes les forêts du Néotropique. On observe ainsi deux extrêmes dans la stratégie d'adaptation associés au quadrupédalisme arboricole : les minuscules callitrichidés qui s’accrochent verticalement grâce à leurs griffes et sautent d’un appui à l’autre en dessous de la canopée, et les grands atélidés à queue préhensile qui privilégient la suspension et la brachiation. La locomotion des ousititis et des tamarins est ainsi une conséquence de la réduction de la taille (nanisme adaptatif) et non un caractère primitif, comme on l'a longtemps pensé. En parallèle, la locomotion des atélidés a suivi une évolution semblable à celle des grands singes, mais avec la particularité supplémentaire de posséder une queue préhensile - presque un cinquième membre. Cette caractéristique a d'ailleurs été développé de façon autonome chez les cébidés, chez qui la queue préhensile a surtout des applications statiques (pour garantir l'équilibre).
| Clade                              | Illustration | Masse corporelle | Régime alimentaire                              | Adaptations                                         |
| ---------------------------------- | ------------ | ---------------- | ----------------------------------------------- | --------------------------------------------------- |
| Callitrichidae (ou Callitrichinae) |              | 100–700 g        | Insectivore, frugivore, exsudativore, gommivore | Locomotion scansoriale grâce aux griffes, dentition |
| Cebidae                            |              | 750–3 500 g      | Omnivore, frugivore                             | Dentition, préhension, système visuel               |
| Pitheciidae                        |              | 750–3 000 g      | frugivore (fruits durs), granivore              | Dentition                                           |
| Atelidae                           |              | 5–10 kg          | frugivore, folivore                             | Locomotion par suspension (queue préhensile)        |

Néanmoins, ce modèle peine à inclure les douroucoulis (genre Aotus), seuls singes nocturnes de la planète. Leur morphologie les rapproche des titis (sous-famille Callicebinae, dans la famille des Pitheciidae), alors que les données moléculaires montrent plutôt une proximité avec les Cebidae. Tyler va même jusqu’à les considérer comme un groupe frère des Hominoidea.
Un arrangement possible des cinq familles et de leurs sous-familles de Rylands & Mittermeier peut être vu dans Silvestro et al. (2017) :
| Callicebinae | titis             |
|              | titis             |
| Pitheciinae  | sakis et ouakaris |
|              | sakis et ouakaris |

| Alouattinae | singes hurleurs  |
|             | singes hurleurs  |
| Atelinae    | singes araignées |
|             | singes araignées |

| Cebinae    | capucins |
|            | capucins |
| Saimirinae | saïmiris |
|            | saïmiris |

| Callitrichidae | \| Callitrichinae \| ouistitis et tamarin lion \| \| \| ouistitis et tamarin lion \| \| \| tamarins \| \| \| \| |
|                | \| Callitrichinae \| ouistitis et tamarin lion \| \| \| ouistitis et tamarin lion \| \| \| tamarins \| \| \| \| |
| Aotidae        | Douroucouli |
|                | Douroucouli |
| Callitrichinae | ouistitis et tamarin lion                                                                                       |
|                | ouistitis et tamarin lion                                                                                       |
|                | tamarins |
|                | |

| Callitrichinae | ouistitis et tamarin lion |
|                | ouistitis et tamarin lion |
|                | tamarins                  |
|                |                           |

| Cebinae    | capucins |
|            | capucins |
| Saimirinae | saïmiris |
|            | saïmiris |

| Callitrichidae | \| Callitrichinae \| ouistitis et tamarin lion \| \| \| ouistitis et tamarin lion \| \| \| tamarins \| \| \| \| |
|                | \| Callitrichinae \| ouistitis et tamarin lion \| \| \| ouistitis et tamarin lion \| \| \| tamarins \| \| \| \| |
| Aotidae        | Douroucouli |
|                | Douroucouli |
| Callitrichinae | ouistitis et tamarin lion                                                                                       |
|                | ouistitis et tamarin lion                                                                                       |
|                | tamarins |
|                | |

| Callitrichinae | ouistitis et tamarin lion |
|                | ouistitis et tamarin lion |
|                | tamarins                  |
|                |                           |

| Alouattinae | singes hurleurs  |
|             | singes hurleurs  |
| Atelinae    | singes araignées |
|             | singes araignées |

| Cebinae    | capucins |
|            | capucins |
| Saimirinae | saïmiris |
|            | saïmiris |

| Callitrichidae | \| Callitrichinae \| ouistitis et tamarin lion \| \| \| ouistitis et tamarin lion \| \| \| tamarins \| \| \| \| |
|                | \| Callitrichinae \| ouistitis et tamarin lion \| \| \| ouistitis et tamarin lion \| \| \| tamarins \| \| \| \| |
| Aotidae        | Douroucouli |
|                | Douroucouli |
| Callitrichinae | ouistitis et tamarin lion                                                                                       |
|                | ouistitis et tamarin lion                                                                                       |
|                | tamarins |
|                | |

| Callitrichinae | ouistitis et tamarin lion |
|                | ouistitis et tamarin lion |
|                | tamarins                  |
|                |                           |

| Cebinae    | capucins |
|            | capucins |
| Saimirinae | saïmiris |
|            | saïmiris |

| Callitrichidae | \| Callitrichinae \| ouistitis et tamarin lion \| \| \| ouistitis et tamarin lion \| \| \| tamarins \| \| \| \| |
|                | \| Callitrichinae \| ouistitis et tamarin lion \| \| \| ouistitis et tamarin lion \| \| \| tamarins \| \| \| \| |
| Aotidae        | Douroucouli |
|                | Douroucouli |
| Callitrichinae | ouistitis et tamarin lion                                                                                       |
|                | ouistitis et tamarin lion                                                                                       |
|                | tamarins |
|                | |

| Callitrichinae | ouistitis et tamarin lion |
|                | ouistitis et tamarin lion |
|                | tamarins                  |
|                |                           |

| Callicebinae | titis             |
|              | titis             |
| Pitheciinae  | sakis et ouakaris |
|              | sakis et ouakaris |

| Alouattinae | singes hurleurs  |
|             | singes hurleurs  |
| Atelinae    | singes araignées |
|             | singes araignées |

| Cebinae    | capucins |
|            | capucins |
| Saimirinae | saïmiris |
|            | saïmiris |

| Callitrichidae | \| Callitrichinae \| ouistitis et tamarin lion \| \| \| ouistitis et tamarin lion \| \| \| tamarins \| \| \| \| |
|                | \| Callitrichinae \| ouistitis et tamarin lion \| \| \| ouistitis et tamarin lion \| \| \| tamarins \| \| \| \| |
| Aotidae        | Douroucouli |
|                | Douroucouli |
| Callitrichinae | ouistitis et tamarin lion                                                                                       |
|                | ouistitis et tamarin lion                                                                                       |
|                | tamarins |
|                | |

| Callitrichinae | ouistitis et tamarin lion |
|                | ouistitis et tamarin lion |
|                | tamarins                  |
|                |                           |

| Cebinae    | capucins |
|            | capucins |
| Saimirinae | saïmiris |
|            | saïmiris |

| Callitrichidae | \| Callitrichinae \| ouistitis et tamarin lion \| \| \| ouistitis et tamarin lion \| \| \| tamarins \| \| \| \| |
|                | \| Callitrichinae \| ouistitis et tamarin lion \| \| \| ouistitis et tamarin lion \| \| \| tamarins \| \| \| \| |
| Aotidae        | Douroucouli |
|                | Douroucouli |
| Callitrichinae | ouistitis et tamarin lion                                                                                       |
|                | ouistitis et tamarin lion                                                                                       |
|                | tamarins |
|                | |

| Callitrichinae | ouistitis et tamarin lion |
|                | ouistitis et tamarin lion |
|                | tamarins                  |
|                |                           |

| Alouattinae | singes hurleurs  |
|             | singes hurleurs  |
| Atelinae    | singes araignées |
|             | singes araignées |

| Cebinae    | capucins |
|            | capucins |
| Saimirinae | saïmiris |
|            | saïmiris |

| Callitrichidae | \| Callitrichinae \| ouistitis et tamarin lion \| \| \| ouistitis et tamarin lion \| \| \| tamarins \| \| \| \| |
|                | \| Callitrichinae \| ouistitis et tamarin lion \| \| \| ouistitis et tamarin lion \| \| \| tamarins \| \| \| \| |
| Aotidae        | Douroucouli |
|                | Douroucouli |
| Callitrichinae | ouistitis et tamarin lion                                                                                       |
|                | ouistitis et tamarin lion                                                                                       |
|                | tamarins |
|                | |

| Callitrichinae | ouistitis et tamarin lion |
|                | ouistitis et tamarin lion |
|                | tamarins                  |
|                |                           |

| Cebinae    | capucins |
|            | capucins |
| Saimirinae | saïmiris |
|            | saïmiris |

| Callitrichidae | \| Callitrichinae \| ouistitis et tamarin lion \| \| \| ouistitis et tamarin lion \| \| \| tamarins \| \| \| \| |
|                | \| Callitrichinae \| ouistitis et tamarin lion \| \| \| ouistitis et tamarin lion \| \| \| tamarins \| \| \| \| |
| Aotidae        | Douroucouli |
|                | Douroucouli |
| Callitrichinae | ouistitis et tamarin lion                                                                                       |
|                | ouistitis et tamarin lion                                                                                       |
|                | tamarins |
|                | |

| Callitrichinae | ouistitis et tamarin lion |
|                | ouistitis et tamarin lion |
|                | tamarins                  |
|                |                           |

### Liste des familles et des genres
D'après l'ouvrage Handbook of the Mammals of the World en 2013 (les propositions de révisions taxonomiques ultérieures sont indiquées entre parenthèses) :
- Micro-ordre Platyrrhini
  - Famille Callitrichidae
    - Genre Callithrix
    - Genre Cebuella
    - Genre Callibella (contesté, pourrait être intégré à Mico[22])
    - Genre Mico
    - Genre Saguinus (propositions de divisions supplémentaires : Leontocebus[23],[24], Tamarinus[24])
    - Genre Leontopithecus
    - Genre Callimico

  - Famille Cebidae
    - Sous-famille Cebinae
      - Genre Cebus
      - Genre Sapajus

    - Sous-famille Saimiriinae
      - Genre Saimiri

  - Famille Aotidae
    - Genre Aotus

  - Famille Pitheciidae
    - Sous-famille Pitheciinae
      - Genre Pithecia
      - Genre Chiropotes
      - Genre Cacajao

    - Sous-famille Callicebinae
      - Genre Callicebus (propositions de divisions supplémentaires : Cheracebus[25], Plecturocebus[25])

  - Famille Atelidae
    - Sous-famille Alouattinae
      - Genre Alouatta

    - Sous-famille Atelinae
      - Genre Ateles
      - Genre Brachyteles
      - Genre Lagothrix
      - Genre Oreonax (contesté, pourrait être intégré à Lagothrix[26])